# Henschel Hs 125
O Henschel Hs 125 foi uma aeronave protótipo de treino avançado, criada pela Henschel e testada pela Luftwaffe durante a Segunda Guerra Mundial. Apenas dois protótipos foram construídos.